# Геналдон
Геналдо́н (осет. Гæналдон) — река на Северном Кавказе, правый приток Гизельдона. Длина 22 км. Протекает в Геналдонском ущелье, более известном как Кармадонское. Ущелье располагается на северных склонах горы Казбек Кавказского хребта.

## Галерея
- Река и стены Кармадонского ущелья со следами схода ледника
- Следы на стенах ущелья от схода ледника
- Русло реки на засыпанном участке ущелья после схода ледника
- Участок восстановленной дороги в ущелье вдоль реки